# Zuckertenside

Beispiel zum Aufbau eines Zuckertensids: Als Kohlenhydrat kann D-Glucose (blau) und als Fettalkohol Laurylalkohol (rot) eingesetzt werden. Bei einer Veretherung entsteht Dodecyl-β-D-glucosid, ein Alkylpolyglucosid

Zuckertenside sind nichtionische Tenside, bei denen Kohlenhydrate den hydrophilen Anteil des Tensidmoleküls bilden. Als hydrophobe Komponente fungieren Fettalkohole oder Fettsäuren, die je nach gewünschter Eigenschaft der Tenside mit den Kohlenhydraten chemisch unterschiedlich verknüpft sind. Eingesetzte Kohlenhydrate sind Saccharose, Glucose und Sorbit zur Produktion von Saccharoseestern, Alkylpolyglycosiden, N-Methylglucamiden und Sorbitanfettsäureestern.

## Rohstoffe
Für die industrielle Produktion von Zuckertensiden werden ausschließlich nachwachsende Rohstoffe verwendet. Die Kohlenhydrate werden wie Saccharose aus der Zuckerrübe oder aus Zuckerrohr, Glucose aus Stärke und Sorbitol durch Reduktion von Glucose gewonnen. Die Fettsäuren stammen i. d. R. aus Palmöl, in Einzelfällen aus Kokosfett. Durch Reduktion der Fettsäuren lassen sich die Fettalkohole herstellen.

## Allgemeiner Aufbau
Zuckertenside bestehen aus einer polaren wasserlöslichen Kopfgruppe und einem unpolaren fettlöslichen Schwanz. Sie können anhand der chemischen Bindung zwischen dem Zucker und der Alkylgruppe in Ether, Ester, Amine und Amide eingeteilt werden. Die HLB-Werte von Zuckertensiden hängen von dem Polymerisationsgrad des Zuckers als polare Gruppe und der Anzahl und Länge der Alkylketten ab. Moleküle mit mehreren Alkylketten sind sehr hydrophob. Ist die Kopfgruppe ein Disaccharid, ist das Tensid hydrophiler.

## Typen

### Alkylpolyglycoside

Strukturformel eines Alkylpolyglycosids

Alkylpolyglycoside sind die industriell wichtigste Klasse der Zuckertenside. Sie werden in Waschmitteln, Geschirrspülmitteln und Reinigungsmitteln verwendet.

### Methylglycosidester und Ethylglycosidester

Strukturformel eines Methylglycosidesters

Eine weitere Gruppe sind Fettsäureester von Methyl- oder Ethylglykosiden. Sie sind im Vergleich zu Alkylpolyglycosiden bei der Verwendung als Tensid etwas stabiler, sind jedoch weniger wasserlöslich und dienen als Emulgator.

### Sorbitanester

Strukturformel eines Sorbitanfettsäureesters

Einige Sorbitanester sind in der EU als Lebensmittelzusatzstoff zugelassen. Daneben haben auch ethoxylierte Derivate, die Polysorbate Bedeutung als Tenside.

### N-Methylglucamide

Strukturformel von „Mega-10“, ein Methylglucamid

Zur Synthese von N-Methylglucamiden wird zuerst Glucose unter reduzierenden Bedingungen mit Methylamin umgesetzt. Dabei entsteht N-Methylglucamin. In einem weiteren Reaktionsschritt mit Fettsäuremethylestern bildet sich N-Methylglucamid. Anwendung finden sie in Pulver- und Flüssigwaschmitteln sowie in Handspülmitteln.

### Saccharoseester

Strukturformel Saccharosestearinsäureester

Saccharoseester werden über Umesterung aus Saccharose und Fettsäuremethylestern gewonnen. Es bilden sich Zuckerester. Die übliche Darstellung führt zu einem komplexen Gemisch aus ein- bis fünffach veresterten Molekülen. Daher sind industrielle Produkte immer ein Gemisch. Diese Gemische sind sehr hydrophob und besitzen somit ein begrenztes Anwendungsspektrum. Den Anteil an Monoestern durch veränderte Reaktionsbedingungen zu erhöhen ist technisch möglich, aber zu teuer.
Saccharoseester sind besonders mild zur Haut und werden als Emulgatoren in Kosmetikprodukten und in Asien auch als Zusätze zu speziellen Waschmitteln eingesetzt. Saccharoseester von Speisefettsäuren sind als Lebensmittelzusatzstoff (E 473) zugelassen und dient ebenfalls als Emulgator für Zubereitungen.

## Verwendung
Zuckertenside sind umweltverträglich und zeigen in der Regel eine gute Hautverträglichkeit. Im Gegensatz zu anderen nichtionischen Tensiden wie beispielsweise Polyalkylenglycolethern ist ihre Wirkung als Emulgator weniger temperaturempfindlich, was durch stärkere  Wasserstoffbrückenbindungen zwischen den Hydroxygruppen des Zuckers und Wassermolekülen zustande kommt. Aufgrund dieser Eigenschaften finden Zuckertenside Anwendung als Bestandteil von Waschmitteln, Kosmetik und als Lebensmittelzusätze. Sorbitanester werden als Hilfsstoffe für Textilien und Leder sowie als Nahrungsemulgatoren eingesetzt. Saccharosester dienen als Nahrungs- und Kosmetikemulgatoren. Alkylpolyglycoside werden bei der Produktion von Waschmitteln, Kosmetik und Handspülmitteln eingesetzt. N-Methylglucamide sind Bestandteil von Flüssig- und Pulverwaschmitteln sowie Handspülmitteln.